# Вайдаг товстодзьобий
Вайда́г червоний (Euplectes capensis) — вид горобцеподібних птахів ткачикових (Ploceidae). Мешкає в Африці на південь від Сахари.

## Опис
Довжина птаха становить 15 см, вага 24-37 г. Самиці є дещо меншими за самців. У самців під час сезону розмноження забарвлення майже повністю чорне. На плечах жовта пляма, нижня частина спини і надхвістя жовті, махові пера мають коричневі края. Дзьоб чорний, товстий, конічної форми, хвіст відносно короткий. У самиць і самців під час негніздового періоду мають переважно охристе забарвлення, верхня частина тіла у них чорнувата, поцяткована охристими смугами, над очима у них світлі "брови", дзьоб світлий. Самці під час негніздового періоду відрізняються від самиць тим, що плечі і надхвістя у них залишаються яскраво-жовтими.

## Таксономія
В 1760 році французький зоолог Матюрен Жак Бріссон включив опис товстодзьобого вайдага до своєї книги "Ornithologie", описавши птаха за зразком із Мису Доброї Надії. Він використав французьку назву Le pinçon du Cap de Bonne Espérance та латинську назву Fringilla Capitis Bonae Spei. Однак, хоч Бріссон і навів латинську назву, вона не була науковою, тобто не відповідає біномінальній номенклатурі і не визнана Міжнародною комісією із зоологічної номенклатури. Коли в 1766 році шведський натураліст Карл Лінней випустив дванадцяте видання своєї Systema Naturae, він доповнив книгу описом 240 видів, раніше описаних Бріссоном. Одним з цих видів був товстодзьобий вайдаг, для якого Лінней придумав біномінальну назву Loxia capensis. Пізніше товстодзьобого вайдага перевели до роду Вайдаг (Euplectes), введеного британським зоологом Вільямом Свенсоном у 1829 році. 

### Підвиди
Виділяють шість підвидів:
- E. c. phoenicomerus Gray, GR, 1862 — високогір'я Камерунської лінії (зокрема на острові Біоко);
- E. c. xanthomelas Rüppell, 1840 — Ефіопське нагір'я;
- E. c. angolensis Neunzig, 1928 — високогір'я Анголи;
- E. c. crassirostris (Ogilvie-Grant, 1907) — від Південного Судану, сходу ДР Конго, Уганди і Кенії до північного сходу ПАР і південного Мозамбіку;
- E. c. approximans (Cabanis, 1851) — Драконові гори;
- E. c. capensis (Linnaeus, 1766) — гори на заході і півдні ПАР.

## Поширення і екологія
Червоні вайдаги мешкають в Камеруні, Нігерії, Екваторіальній Гвінеї, Ефіопії, Південному Судані, Демократичній Республіці Конго, Уганді, Руанді, Бурунді, Кенії, Танзанії, Анголі, Замбії, Зімбабве, Ботсвані, Мозамбіку, Південно-Африканській Республіці, Лесото і Есватіні. Вони живуть на високогірних, вологих і сухих луках, в чагарникових заростях (зокрема в фінбоші), на полях і пасовищах. На півночі ареалу зустрічаються переважно на висоті від 1400 до 2300 м над рівнем моря, в Східній Африці на висоті до 3200 м над рівнем моря, в ПАР на рівні моря. Живуть поодинці або парами, під час негніздового періоду приєднуються до змішаних зграй птахів. Червоні вайдаги живляться насінням трав, а також комахами. Їм притаманна полігінія, коли на одного самця припадає 3-4 самиць. Гніздо має куполоподібну форму з бічним входом, робиться з трави, встелюються м'яким рослинним матеріалом. В кладці від 2 до 4 яєць. Інкубаційний період триває 13-16 днів, пташенята покидають гніздо через 14-20 днів після вилуплення.